# 年金未納問題
年金未納問題（ねんきんみのうもんだい）とは、日本の年金制度が国民皆年金であるにもかかわらず、国民年金保険料（特に第1号被保険者）の未納率が高い（納付率が低い）ことである。国民からは、国民年金保険料を納付しやすいサービスや徴収の徹底が求められている。
本項では、公的年金に関する記録・手続等が適正であるのにもかかわらず、加入者が故意に保険料を納付していないことについて述べる。公的年金の記録・手続等が不適正であったため発生した未納に関することについては、年金記録問題、国民年金不正免除問題を参照のこと。国民年金制度の概要は国民年金の各節を参照のこと。

## 未納問題の経緯
平成9年（1997年）以降、住基ネットを活用して20歳到達者の把握を行い、年金手帳を送付し、強制的に適用していくという仕組み（職権適用）はできていた。しかし、その後に種別（第1号・第2号・第3号被保険者）の変更が生じたときに十分に記録を追い切れず、場合によっては、強制徴収までつながるような仕組みはできていなかった。また、未納等の要因に応じた効率的・効果的な徴収対策も不十分であった。

### 2004年まで
- 1961年　国民年金法施行。
- 1980年　国会議員互助年金が改正され、国会議員が国民年金に任意加入できるようになった。
- 1986年　年金諸法の大幅な改正により、学生を除く20歳以上60歳未満の日本に住むすべての人が国民年金に強制加入になった。
- 1991年　学生が国民年金に強制加入になった。
- 1992年　督促状の送付を停止。
- 1995年　20歳到達者で自ら資格取得の届出を行わない者に対して職権適用を実施。
- 1997年　全制度共通の一人一番号制として基礎年金番号が導入され、被保険者に関する情報が把握できるようになった。20歳到達者に対する職権適用がほぼ完全実施され、以降、未加入者（国民年金の第1号被保険者に該当するが、加入手続を行っていないため、第1号被保険者として把握されていない者）数は大幅に減少した。
- 2000年　離職等に伴う種別変更届出（第2号被保険者→第1号被保険者）の勧奨を開始。
- 2002年　保険料の半額免除を開始。
- 2003年　納付率の大幅な低下を受けて、厚生労働省及び地方社会保険事務局に国民年金特別対策本部が設置された。収納対策として女優の江角マキコを起用し、テレビCMやポスターで「年金もらえないって言ったの誰？」と挑発的な宣伝文句で納付を呼びかける広告が話題になった。しかし翌年に当の江角本人自身が国民年金に未加入・未納だったことが発覚した。
- 2004年6月11日　国民年金法等の一部を改正する法律が成立し、年金法が改正しそして公布された。保険料滞納者への督促状の送付を再開。

3閣僚に年金未納期間のあったことが発覚したのを皮切りに、政治家の年金未納問題がクローズアップされた。社会保険庁職員約300人が興味本位で年金の個人情報を閲覧し、更にマスコミへ年金未納情報をリークしていた職員もいたことが判明し、社会保険庁の杜撰な個人情報管理が明るみに出た。

### 未納の要因
- 被保険者の変化

制度発足時には所得のある自営業者・農漁業者を主な被保険者としていたが、強制加入により近年は無職・学生・フリーター等の所得が無いあるいは著しく低い被保険者が増加している。
- 近年の要因

1995年度から、20歳到達者で自ら資格取得の届出を行わない者に対して、職権適用を実施したが、職権適用者には、年金制度への関心や保険料納付の意識が薄い者が多い。経済の低迷（バブル崩壊など）や就業形態の多様化（非正規雇用化など）により、離職等による第1号被保険者の増加や保険料負担能力の低下。
- 2002年度の要因

免除基準を改正したことで、免除の対象から外れた者が多く発生し、しかもこれらの者の納付率が極めて低かった。保険料収納事務が市町村から国へ移管したが、収納体制の整備が遅れ、納付組織を活用できなかった。
- 不祥事による年金に対する不信

特に20代には、実際に保険料を支払いした総金額が、将来支払われるのかという不安がある。この不信・不安の要因として、不祥事発生時のその場しのぎとも見られる法改正や、度重なる保険料の引き上げがある。特に保険料納付記録が失われ、納めたにもかかわらず納めていないことになっているいわゆる「消えた年金」問題、職員による横領が相次いで発覚してからは特に年金への不信感が増大している。
- 就職氷河期

バブル崩壊後の1993年～2005年卒の世代は就職氷河期で、就職できず無収入もしくは低収入の者が多かったが、国民年金保険料の免除基準が厳しく未納に至った。

## 納付の現状
2014年度において公的年金加入者の約97%は保険料を納付（免除含む）している。しかし第1号被保険者（国民年金のみの加入者）を取り上げると、納付率は近年60%台となっている。2011年度の58.6％を底に改善しているものの、依然として低水準であるのに変わりはない。
- 未納者

第1号被保険者（任意加入被保険者を含む）のうち、過去2年間に1月も保険料を納付しなかった者

### 納付率
- 納付率（%）=納付月数／納付対象月数×100
- 納付対象月数（分母）とは、当該年度分の保険料として納付すべき月数であり、全額免除月数・学生納付特例月数・若年者猶予月数は含まないが、半額免除等月数は含む。
- 納付月数（分子）とは、納付対象月数のうち当該年度中（翌年度4月末まで）に実際に納付された月数である。
- 保険料は2年前まで遡って納付できるため、最終的な納付月数はこれより多くなり、実際の納付率も高くなる。

### 納付率の推移
近年の納付率は、平成4年（1992年）度の85.7%を最高に年々低下し、特に平成14年（2002年）度は前年度時点の70.9%から62.8%へと大きく低下した。平成15年（2003年）度からは若干上昇している。
2005年度は前年度に比べ、納付対象月数（分母）が7.5%減少したため、納付月数（分子）が2.4%減少しても、納付率は3.5ポイント増加した。このように納付月数（分子）が増えなくても、免除等が増えて納付対象月数（分母）が減れば納付率は増加する。これを保険料収納対策においては、分母対策と呼んでいる。また、2004年度分の最終的な納付率は、保険料を遡って納付したことにより、4.6ポイント増加し68.2%となっている。
- 最近の納付率（現年度分）

2002年度 62.8%→最終納付率66.9%
2003年度 63.4%→最終納付率67.4%
2004年度 63.6%→最終納付率68.2%
2005年度 67.1%→最終納付率72.4%　
この数字は免除者を納付者としての納付率なので免除者を除外すると実際には更に低くなる。

### 納付率上昇要因
2004年度から2005年度にかけて納付率が3.5ポイントアップした要因は、主として法律改正と免除勧奨による分母対策である。
- 若年者納付猶予制度導入（法律改正）・・約1.1%アップ
- 申請免除・学生納付特例の承認期間の遡及（法律改正）・・約0.7%アップ
- 保険料の納付が困難な者に対する免除勧奨・・約1.5%アップ
- 第1号被保険者の人口構成の変化（納付率が低い若年層が減少し、納付率が高い50歳代後半層が増加）・・約0.2%アップ

## 収納対策

### 納付率の目標
2007年度においては、現年度（2007年度）分の納付率の目標は80%、2005年度分の最終的な納付率の目標は74.5%である。また、市町村から提供された所得情報により、未納月数と所得からなる未納者属性の区分けを行い、未納者の属性に応じた効果的・効率的な収納対策を行うとしている。
- 目標納付率

2003年8月に国民年金特別対策本部において、中長期的な目標として2007年度の納付率80%が設定され、2004年10月に行動計画において、年度別の目標納付率が設定された。この80%という数字は、20歳到達者に対する職権適用がほぼ完全実施された1997年度の納付実績値79.6%を当面の目標値として設定された。
- 国民年金特別対策本部

2002年度の納付率が大幅に低下したことを受け、収納対策を強化するために、厚生労働省に厚生労働大臣を本部長とする国民年金特別対策本部が設置され、各地方社会保険事務局に地方社会保険事務局長を本部長とする地方社会保険事務局国民年金特別対策本部が設置された。特別対策本部では、保険料の未納要因分析を踏まえて新たな個別収納対策を実施するとともに、保険料納付は国民の義務であるという意識の徹底を図ることとした。
- 各年度の目標納付率

2004年度・・65.7%
2005年度・・69.5%
2006年度・・74.5%
2007年度・・80.0%

### 強制徴収実施状況
被保険者及び連帯納付義務者（配偶者・世帯主）に十分な所得がありながら、保険料が長期間（13カ月～24カ月）未納になっている被保険者については、強制徴収が行われている。度重なる納付催告に応じない未納者に対しては、最終催告状（滞納処分の手続きの前に未納者に自主納付を促す最後の通知）を送る。最終催告状の指定期限までに納付がない者には督促状（未納者に未納保険料を督促する法定の通知）を送る。
督促状は法律上で定められた行為であり、督促状を発行することによって滞納処分の第一着手となり、これによって時効が中断し、保険料の徴収時効がもう2年延びるという法律的な効果がある。督促状の指定期限までに納付がない者には財産調査（金融機関等に対し、預貯金等の差押え可能な財産の有無を調査）を行い、差押予告（期限までに納付がない場合、差押えをすることを予告する通知）を送る。指定した期限までに納付がない者には財産差押（預貯金等が主な対象）を執行する。
- 2006年12月末現在の状況

2003年度・・最終催告状9,653件→督促状416件→財産差押49件
2004年度・・最終催告状31,497件→督促状4,429件→財産差押512件
2005年度・・最終催告状172,440件→督促状47,828件→財産差押5,558件
2006年度・・最終催告状254,469件→督促状43,540件→財産差押1,310件
強制徴収の実施規模を拡大し、最終催告状の発行目標は2006年度35万件、2007年度60万件である。

### 法改正
幾度かの法改正を経た結果、以下のように改善および徴収が強化された。
- 保険料を納めやすい環境の整備・手続の簡素化等

クレジットカードによる納付（2008年3月分保険料から実施）
国内在住の任意加入被保険者は、口座振替による納付を原則義務化
生活保護受給者や学生等の免除手続の簡素化
- 社会保険制度内での連携による保険料納付の促進

国民健康保険（市町村）との情報交換
社会保険に密接に関わる者（被用者保険（健康保険・船員保険・共済組合）保険者、社会保険労務士）との情報交換

### 今後の取組み
国民年金不正免除問題は、現在の収納対策の目標が、納付月数=収納実績（分子対策）と納付対象月数＝免除実績（分母対策）を合わせた納付率という1つの数値のみで表されることが遠因の1つであった。
収納対策の基本は、未納者から確実に保険料を徴収することであるが、一方で年金受給権確保のために、免除基準に該当する未納者を免除に結びつけることも重要である。納付率が収納実績（分子）と免除実績（分母）とで成り立っていることを踏まえ、それぞれの実績を評価できるような新たな仕組みを導入し、達成された納付率がどのような対策の結果によるものかを分析・検証するとしている。

## 個人情報の漏洩
2004年3月から社会保険庁が保有する年金未納情報がマスコミで報道され、職員による個人情報漏洩が疑われたため、内部調査が実施され、同年7月に321名の職員の業務目的外の閲覧行為が明らかになった。
その後、2004年1月から12月までの期間における職員の業務目的外の閲覧行為について、2005年3月に全職員を対象に自己申告調査を行った結果、1,535名（2004年7月の処分者321名を含む）の閲覧行為、オンライン通信履歴の記録をもとに調査を行った結果、1,574名の閲覧行為が明らかになった。

### 国会議員の未納
国民年金が創設された1961年当時は、国会議員は適用除外とされ加入できなかった。その後、1980年に議員年金の改正により任意加入となり、1986年に基礎年金制度が導入されて強制加入となった。したがって、国会議員は1961年4月1日から1986年3月31日までの期間は、強制加入者ではないため年金未納期間にはならない。
2004年の国会期間中に、3人の国務大臣の年金未納が発覚したことに始まった政治家の年金未納問題では、110人を超える議員に未納期間があったことが明らかになった。これは、主として法改正や種別変更により国民年金への加入義務が生じていながら、本人届出による切替手続きを行っていなかった（未加入）ため、納付書が届かずに納付できなかったことが原因である。この問題は、政治不信とともに年金不信を加速しただけでなく、年金運営事業である社会保険庁の収納体制や個人情報の管理が徹底していなかったことをも浮き彫りにした。

### 自己申告による調査
2005年3月に社会保険庁の全職員（職員17,692人、非常勤職員10,585人の合計28,277人）を対象に2004年1月から12月までの業務目的外閲覧の有無について、自己申告による調査結果は以下のとおりであった。
- 業務目的外閲覧を行った人数

職員　1,198人
非常勤職員　337人
- 閲覧対象者（複数回答）

国会議員　554人
著名人（タレント、芸能人等）　343人
友人、知人　472人
その他（家族等）　596人
- 閲覧理由

興味本位　633回
報道の確認　87回
機器操作訓練等　26回

### 通信履歴による調査
社会保険庁の職員が、2004年1月から12月までの間に業務目的外閲覧した状況について、オンライン通信履歴の記録をもとに行った調査結果は以下のとおりであった。
- 業務目的外閲覧を行った人数

職員　1,244人
非常勤職員　330人
- 閲覧の時期

5月まで　1,328人
6・7月　114人
8月以降　132人
- 閲覧対象者（複数回答）

国会議員　732人
著名人（タレント、芸能人等）　987人
友人、知人　202人
- 閲覧理由

興味本位　1,524人
報道の確認　50人

### 職員の処分
年金個人情報の業務目的外閲覧については、個人情報を管理する行政機関としてあってはならないことであり、業務目的外閲覧を行った者及び管理監督者が処分された。
- 2004年7月の処分

閲覧行為者　321人
監督者等　192人
- 2005年12月の処分

閲覧行為者　2,694人
監督者等　579人

## 個人情報保護対策
年金個人情報の管理責任の明確化やアクセス内容の監視体制の強化を図るため、以下の個人情報保護対策が行われた。
- 2004年
  - 5月　当時の社会保険庁電子計算機処理データ保護管理規程を改正し、データの業務目的外の閲覧行為の禁止を明記。
  - 7月　端末操作に必要なカード番号の固定化（一人一枚化）を図るとともに、同年10月に本人識別のパスワードを導入し、管理責任を明確化。
  - 9月　全職員に対し、個人情報保護に関する周知徹底と意識の啓発のための研修を実施。
- 2005年
  - 1月　社会保険事務所等における被保険者記録へのアクセス内容を監視できる仕組みを導入し、監視体制を強化。
  - 4月　「行政機関の保有する個人情報の保護に関する法律」の施行を踏まえ、新たに「社会保険庁保有個人情報保護管理規程」を策定し、個人情報保護を徹底。
- 2006年1月　全職員に対し、改めて業務目的外閲覧の禁止の徹底を図るための特別集中研修を実施。